# 아시카가 요시노리

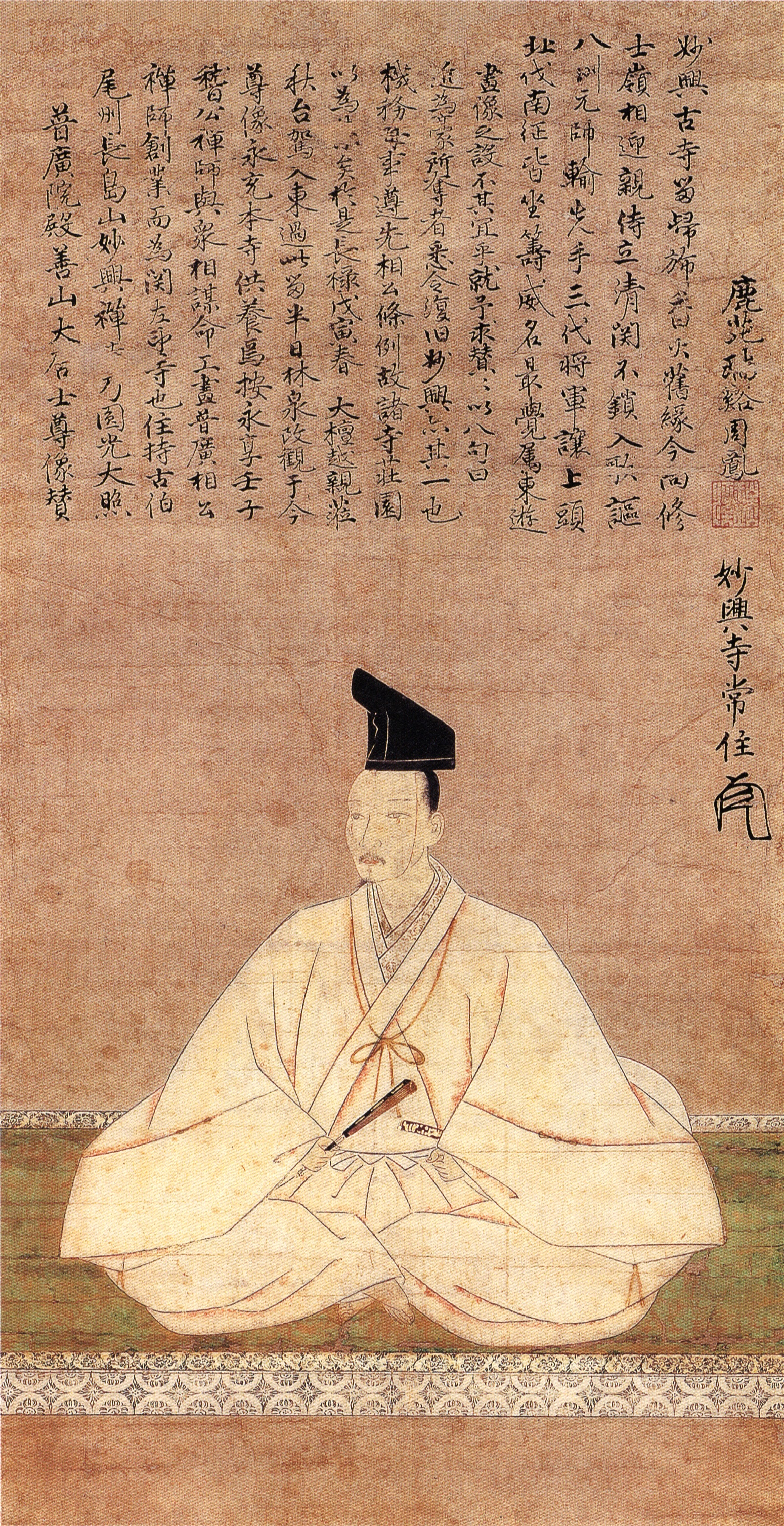
아시카가 요시노리

아시카가 요시노리(足利義教, 1394년 ~ 1441년)는 일본 무로마치 시대 중기에 재임한 무로마치 막부 제 6대 쇼군이다(재위:1428년~1441년). 제 3대 쇼군 아시카가 요시미쓰의 삼남으로, 모친은 요시미쓰의 측실 후지와라 요시코(藤原慶子)로, 제 4대 쇼군 아시카가 요시모치(足利義持)의 동복 동생이다. 당초 출가하여 기엔(義円)이라고 불렸으나, 가독을 잇기 위해 환속하여 요시노부(義宣)라 칭하였다. 그러나, 후에 개명을 결의하여 조정에서 하사한 요시토시(義教)라는 이름도 거절하고, 최종적으로는 요시노리(義教)라는 이름을 사용하였다.

## 생애

### 쇼군 취임
오에이 원년(1394년) 6월 14일, 아시카가 요시미쓰의 삼남으로 태어났다.
오에이 10년(1403년), 아시카가 막부 쇼군 가독 상속자 이외의 자식으로서, 관례대로 불문에 들어가 기엔이라는 법명을 받고 쇼렌인(青蓮院)의 문적이 되었다. 오에이 26년(1419년) 11월에는 153대 천태종 좌주(天台座主)가 되어 '천태종 개벽 이래의 일재(逸材, 아주 뛰어난 인물)'이라 불리며 장래가 촉망되는 승려였다.
오에이 32년(1425년), 형인 제 4대 쇼군 아시카가 요시모치(足利義持)의 자식인 제 5대 쇼군 아시카가 요시카즈(足利義量)가 급서하고, 요시모치도 쇼초 원년(1428년)에 중태에 빠졌다. 그러나 요시모치 자신이 후계자 지명을 거부하였기 때문에, 각료들이 모여 평정을 개최한 결과, 이와시미즈 하치만 궁(石清水八幡宮)에서 제비 뽑기 의식을 거행하여 요시모치의 동생인 가지이 기쇼(梶井義承)·다이카쿠지 기쇼(大覚寺義昭)·고잔 에이류(虎山永隆)·기엔 중에서 쇼군을 결정하기로 하였다.
1월 17일, 이와시미즈 하치만 궁에서 제비를 뽑아, 그 다음날 쇼군 요시모치 사망 후에 개봉한 결과, 기엔이 후계자로 결정되었다. 제비 뽑기에 관해서는 신을 믿었던 중세의 일이었기 때문에 공정했을 것이라는 설 혹은 사전에 산보인 만사이(三宝院満済)가 손을 써서 부정했을 것이라는 설 등이 존재한다. 여하튼 이렇게 무로마치 막부 제 6대 쇼군으로 취임한 요시노리는 제비뽑기 쇼군(籤引き将軍)이라는 별칭을 가지게 되었다.
요시노리는 쇼군에 취임을 즉각 응낙하지는 않고, 취임 전에 간레이를 돌아가면서 차지하는 중앙 정부의 실력자들인 시바 가문(斯波氏), 하타케야마 가문(畠山氏), 호소카와 가문(細川氏)에게 ‘쇼군을 뒷전에 두고 멋대로 행동하지 않겠다’라는 서약서를 받아 내고 나서야 취임을 승낙하였다.

### 막부 권위 부흥을 위하여
쇼군 취임을 마친 요시노리의 목표는 실추된 막부 권위의 부흥과 쇼군 친정체제의 부활이었다. 부친 요시미쓰를 시책의 모범으로 삼은 것으로 여겨지며, 그 시발점으로 쇼초 원년(1428년), 쇼코 천황 사후의 천황위 계승 문제에 개입하였다. 고하나조노 천황의 신속고킨와카슈(新続古今和歌集)는 요시노리가 상주한 것이다. 산보인 만사이를 정치 고문으로 삼아 예의와 소송 수속 등을 요시미쓰 시대의 형식으로 되돌리고, 참가자의 신분과 가문이 정해져 있는 기존의 의결기관(효조슈(評定衆) 등)을 대신하여 쇼군이 스스로 주재하며 참가자를 지명하는 비공식 평정인 고젠사타(御前沙汰)를 협의기관으로 삼아 간레이의 권한을 제한하려고 시도하였다. 그리고 요시모치 대에 중단되었던 명과의 감합무역을 재개하여 재정 정책을 손보는 등 막부 권력의 강화에 힘썼다. 또한 신사·사찰 세력에도 적극적으로 개입하였다.
군사적으로도 쇼군 직할의 치안 담당 기관 호코슈(奉公衆)를 정비하는 등 군제 개혁을 감행하여 군사력을 얻었다. 그리고 가마쿠라 구보 아시카가 모치우지(足利持氏)가 쇼초에서 에이쿄로 연호를 개원한 것을 무시하고 계속 쇼초 연호를 사용하고 가마쿠라 5산의 주지를 멋대로 결정하는 등 전횡을 일삼자, 이를 구실로 가마쿠라 구보 토벌을 시도하였다. 이는 간토 간레이 우에스기 가문(杉氏)의 반대로 단념하였으나, 대신 오우치 모리미(大内盛見)에게 규슈 정벌을 명하였다. 모리미는 전사하였으나, 모리미의 뒤를 이은 조카 오우치 모치요(大内持世)가 야마나 가문(山名氏)의 힘을 빌려 시부카와 가문(渋川氏)·쇼니 가문(少弐氏)·오토모 가문(大友氏)를 격파하고, 요시노리 자신의 심복이 된 모치요를 규슈 단다이에 임명하여 규슈를 쇼군의 영향력 하에 두었다.

### 신명재판 정치
요시노리는 영지 다툼과 신사의 인사 문제 등이 일어나면 스스로 심리하지 않고, 제비 뽑기 등의 신명재판(神明裁判)에 맡겼다. 이에 대해서는 신의 권위를 빌려 중신과 구게 등의 반론을 제압하고, 스스로의 독재 권력을 확립하기 위한 것이라는 설과, 스스로가 신의 뜻에 의해 무로마치 쇼군이 되었다는 왕권신수 의식에 따른 것이었다는 설 등이 주장되고 있다.
이러한 신명재판은 주로 영지 경제 문제와 조정 관련 문제에 한정되어, 슈고 인사와 군사면에서는 시행하지 않았다.

### 엔랴쿠지와의 항쟁
본래 천태종 좌주였던 요시노리는 환속 후 바로 동생 기쇼(義承)를 천태종 좌주에 임명하고, 천태종 세력을 포섭하려고 했다. 에이쿄 5년(1433년)에 엔랴쿠지(延暦寺) 승도들이 막부의 부교의 부정을 비판하는 12개조의 탄핵소송을 제기하였다. 만사이와 간레이 호소카와 모치유키(細川持之)가 유화책을 주장하였기 때문에, 요시노리는 부교를 유배하는 것으로 사건을 수습하였다. 그러나 히에이 산 승도들은 승소의 기세를 몰아 소송 결과에 동조하지 않고 온조지(園城寺)까지 불태우는 사건이 일어났다. 요시노리는 격노하여 스스로 병사를 이끌고 온조지 승병과 함께 히에이 산을 포위하였다. 이에 히에이 산 측이 즉각 항복하여 일단 화목이 성립되었다.
그러나 이듬해(1434년) 7월, 엔랴쿠지가 가마쿠라 구보 아시카가 모치우지와 내통하여 요시노리를 저주하고 있다는 소문이 퍼졌다. 요시노리는 즉시 오미 슈고 교고쿠 모치타카(京極持高)·롯카쿠 미쓰쓰나(六角満綱)에게 명하여, 히에이 산 일대를 포위하여 물자의 유입을 막았다. 더욱이 11월에는 군사가 히에이 산 산하 마을인 사카모토(坂本)의 민가에 방화하여 주민이 히에이 산으로 피난하는 소동이 일어났다. 엔랴쿠지 측이 항복 의사를 밝히고, 간레이 호소카와 모치유키 등 막부의 중신들도 사면 요청을 하였으나, 요시노리는 좀처럼 승낙하지 않았다. 12월 10일, 모치유키 등 막부 중신 5인이 “히에이 산 사면이 이루어지지 않으면, 저희의 교토 저택을 불태우고 영지로 돌아가겠습니다”라고 강경한 요청을 거듭하였다. 12일, 요시노리는 뜻을 꺾고 화해에 응하여 엔랴쿠지 대표 4인을 알현한 뒤 군대를 물렸다.
그러나 요시노리는 엔랴쿠지를 진심으로 용서하지 못하고, 에이쿄 7년(1435년) 2월, 앞서 온 엔랴쿠지 대표 4인을 교토로 초빙하였다. 그들은 요시노리의 저의를 의심하여 좀처럼 상락하려고 하지 않았으나, 간레이 모치유키가 맹세장을 보내왔기 때문에 교토로 출두하였다. 그러나, 그들은 출두하자마자 참수당했고, 이 사실을 들은 엔랴쿠지 신도들은 격앙하여, 이 처사에 대한 항의의 표시로 근본중당(根本中堂)에 방화하고, 24인의 신도가 분신자살하였다.
불길은 교토에서도 보여 세간이 소란스러워졌다. 요시노리는 히에이 산에 대한 소문을 이야기하는 자는 참수형에 처한다는 명령을 내렸다. 그 뒤, 엔랴쿠지 대표 후임으로 친막부파의 승려가 새로이 임명되고, 반년 뒤에는 근본중당 재건도 개시되었다.

### 에이쿄의 난
가마쿠라 구보 아시카가 모치우지는 요시모치의 동생들은 모두 승적에 들었으나, 자신은 승적이 들지 않았기 때문에 요시모치 사후 자신이 쇼군에 취임했어야 했다고 믿고 있어 요시노리를 원망하고 있었다. 전술한 연호 문제는 타협으로 수습되었으나, 히에이 산 저주 문제에 에이쿄 10년(1438년)에 모치우지의 적남 아시카가 요시히사(足利義久)의 관례 때 요시노리를 무시하고 멋대로 이름을 붙여준 것(당시에는 쇼군에게 한 글자를 받는 것이 관례였다) 등 문제를 일으켜 모치우지와 막부와의 관계는 일촉즉발의 상황이 되었다. 이러한 때에 때때로 모치우지에게 충고를 해주던 간토 간레이 우에스기 사다자네(上杉憲実)가 모치우지가 자신을 소원하게 여기는 것에 신변의 위험을 느껴 영지 고즈케국으로 도망가고, 모치우지가 사다자네 토벌군을 일으키기에 이르렀다. 요시노리는 이를 호기로 여겨 사다자네와 손을 잡고, 간토의 제 다이묘를 모치우지 포위망을 결성하여, 토벌 칙령을 받고 모치우지를 조정의 적으로 인정받아, 이듬해 에이쿄 11년(1439년)에 간토 토벌군을 일으켰다(에이쿄의 난). 모치우지는 대패하고 삭발, 공순의 자세를 보였으나, 요시노리는 사다자네의 구명 탄원에도 아랑곳않고 모치우지 일족을 살해하였다. 그 뒤 간토에서 자신의 세력권을 넓히기 위하여 친아들을 새로운 가마쿠라 구보로 내려보냈으나, 이는 우에스기 가문(上杉氏)의 반대에 부딪혀 좌절되었다. 또한, 요시노리의 아들 아시카가 요시마사 대에 아시카가 마사토모(足利政知)가 막부 공인 가마쿠라 구보로서 간토로 부임하여 요시노리의 계획이 실행되기에 이르렀으나, 결국 마사토모는 가마쿠라에 들어가지 못한 채 이즈국 호리고에(堀越)에 머무르며 호리고에 구보(堀越公方)라고 칭하게 된다.

### 간토 평정과 중앙집권의 실현
요시노리는 가마쿠라를 평정하였으나, 에이쿄 12년(1440년)에 도망친 모치우지의 아들 안오마루(安王丸)·슌오마루(春王丸) 형제가 유키 우지사다에게 가담하여 판란을 일으켰다(유키 전투(結城合戦)). 요시노리는 은거하고 있던 사다자네에게 토벌을 명하였으나, 간토 제장의 완강한 반항에 직면하여 무작정 공세에세 병량 공세로 전환하여 다음해 가키쓰 원년(1441년) 4월에는 진압에 성공하였다. 모치우지의 두 아들은 교토로 호송되던 중에 참수되었다. 또한 야마토 에이쿄의 난(大和永享の乱)에서 유력 고쿠진과 후남조(後南朝) 세력을 토벌하였다. 이러한 난 진압 때 요시노리는 조정의 윤지를 받아 상대를 ‘조정의 적’으로 삼아 토벌하였는데, 이것이 센고쿠 시대에 조정의 권위 회복의 한 요인이 되었다는 설도 있다.
또한 요시노리는 유력 슈고 다이묘들의 가독 계승에 적극적으로 간섭하여, 오우치 모치요와 아카마쓰 사다무라(赤松貞村) 등 자신의 심복을 당주로 밀어 지배력을 강화하는 정책을 펼쳤다. 요시노리의 뜻을 거스른 슈고 다이묘 잇시키 요시쓰라(一色義貫)와 도키 모치요리(土岐持頼)는 자객의 손에 목숨을 잃었다.
요시노리 시대에는 쇼초 도잇키(正長の土一揆)와 후남조 세력의 반란 등 무로마치 막부를 둘러싼 정치·사회 정세가 불온하였는데, 요시노리는 규슈 평정, 종교 세력 간섭, 후남조 토벌, 간토 평정, 슈고 다이묘 간섭 등에서 성과를 거두어 권력의 중앙 집권화에 어느 정도 성공하였다.

### 「만인이 공포에 떠나니」(万人恐怖)
요시노리는 쇼군 권력 강화에 집중하여 때로는 심각할 정도로 엄격하고 가혹한 면을 드러냈고, 쇼군 자신의 심기를 건드리면 그것이 사소한 일이라 하더라도 격노하여 혹독하게 처단하는 경우가 많았다. 주요한 예는 아래와 같다.
- 에이쿄 2년, 구게 히가시보조 마스나가(東坊城益長)가 의식이 한창일 때 싱긋 웃는 얼굴 표정을 지었다. 이에 요시노리는 "지금 어디서 감히 쇼군을 비웃는 거냐?" 격노하여 마스나가의 영지를 몰수하고 본인은 칩거시켰다.
- 에이쿄 4년, 이치조 가네요시(一条兼良)의 저택에서 닭싸움이 벌어져 많은 사람들이 이를 구경하러 몰려들었다. 이 때문에 쇼군의 행렬이 통과하지 못하는 일이 생기자, 격노한 요시노리는 닭싸움을 일절 금지하고 교토 안에 있는 모든 닭을 도시 밖으로 추방하였다.
- 요시노리는 측실 히노 시게코(日野重子)의 오빠 히노 요시스케(日野義資)에게 쇼렌인 문적 시절부터 원한을 품고 있어, 쇼군에 취임하자 요시스케의 영지를 몰수하고 근신 처분을 내렸다. 에이쿄 6년, 시게코가 아들 아시카가 요시카쓰(足利義勝)를 낳자, 아이의 숙부가 되는 요시스케에게도 하례객이 방문하였다. 이를 불쾌하게 여긴 요시노리는 방문객에게 모두 처벌을 내렸다. 더욱이 6월 8일에는 요시스케가 누군가에게 참살당하였다. 요시노리의 사주라는 소문이 돌았으나, 그 소문을 흘린 산기 다카쿠라 나가후지(高倉永藤)는 이오섬(硫黄島)으로 유배되었다.
- 히에이 산 근본중당(根本中堂)의 화재에 대하여 이야기하는 것도 엄하게 금지하여, 그 금령을 어긴 상인은 참수되었다.
- 술을 따르는 것이 서투르다는 이유로 쇼나곤 국의 시녀를 죽을 정도로 매질하고, 삭발시켜 비구니가 되게 하였다.
- 자신에게 설교하려고 한 니치렌슈(日蓮宗) 승려 닛신(日親)을 끓는 솥에 머리부터 담구어 두번 다시 이야기할 수 없도록 혀를 잘랐다.

이에 머물지 않고 ‘헌상받은 매화 가지를 꺾었다’‘요리가 맛이 없다’는 사소한 이유로 정원사와 요리사를 벌한 것이 당시의 기록에 다수 남겨져 있다.
에이쿄 6년(1434년) 6월, 나카야마 사다치카(中山定親)가 자신의 일기 《삿카이키(薩戒記)》에 요시노리에게 처벌 받은 사람 수를 헤아린 것을 보면, 공경 59인, 신관 3인, 승려 11인, 궁녀 7인이 처벌받았다고 한다. 그 중에는 천황의 생모, 황족, 간파쿠 등이 포함되어 있다. 이 수는 무가와 서민은 포함되지 않은 수로, 이 외에도 상당수일 것으로 여겨진다.
이러한 사적은 요시노리가 공포정치를 지향한 것과, 가학성을 가지고 있던 것을 보이는 일화로 전해져온다. 사다후사 친왕(貞成親王)은 《간몬닛키》(看聞日記)에 전술한 소문을 흘린 상인의 참수를 언급하며 “만인이 공포에 떠나니, (소문은) 말하지 마라, 말하지 마라”고 기록하였다. 이 때문에 ‘만인 공포’를 요시노리 시대를 상징하는 말로 보는 경우도 많다.

### 최후
에이쿄 9년(1437년) 즈음부터 쇼군 요시노리가 아카마쓰 미쓰스케(赤松満祐)를 토벌하려 한다는 소문이 퍼져나갔다. 가키쓰 원년(1441년) 6월 24일, 아카마쓰 미쓰스케는 ‘새끼 오리가 다수 출몰’한 것과 간토의 가마쿠라 구보 모치우지 정벌을 마친 것을 위로한다는 명목으로 요시노리에게 자신의 관에 방문하여 축연을 올리게 해 줄 것을 소청하였다. 당시, 쇼군이 가신의 관으로 가 축연을 베푸는 것은 중요한 정치 의식이었다. 요시노리는 소수의 측근을 대동하고 아카마쓰 저택으로 가 축연에 참석하였으나, 축연이 한창일 때 암살당하였다. 향년 48세. 주인을 잃은 막부는 혼란에 빠져서 토벌대를 보내지 못하고 우왕좌왕하는 사이, 아카마쓰 미쓰스케·노리야스(教康) 부자는 영지 하리마로 귀국하였다.
같은 해 7월 11일이 되어서야 막부는 토벌군을 편성하여, 호소카와 모치쓰네(細川持常)·야마나 소젠(山名宗全) 등이 아카마쓰 가문을 토벌하여 멸망시켰다. 이를 가키쓰의 난이라 부른다. 후시미노미야 사다후사 친왕(貞成親王)은 《간몬닛키》에서 ‘자업자득의 말로는 이리도 무력한 것인가. 쇼군이 이러한 개죽음을 당한 것은 고래에 그 예를 들어본 적이 없나니’라고 평하였다.
이 사건의 결과, 요시노리에 의해 부흥되었던 쇼군 권력은 결국 약해져 가게 되었으나, 요시미쓰의 기타야마 문화(北山文化)를 받쳐준 쇼군의 중앙 집중 권력이 요시노리 대에 다시 한번 확립된 것도 사실이다. 또한 요시노리가 설립한 호코슈 제도는 쇼군 권력을 뒷받침하는 중요한 기구가 되어 오닌의 난(応仁の乱)을 거쳐 메이오 정변(明応の政変)에 이르기까지 쇼군 권력을 유지해 나가는 데 일조하게 된다.

## 인물

### 만인이 두려워 떨고 있도다(万人恐怖)

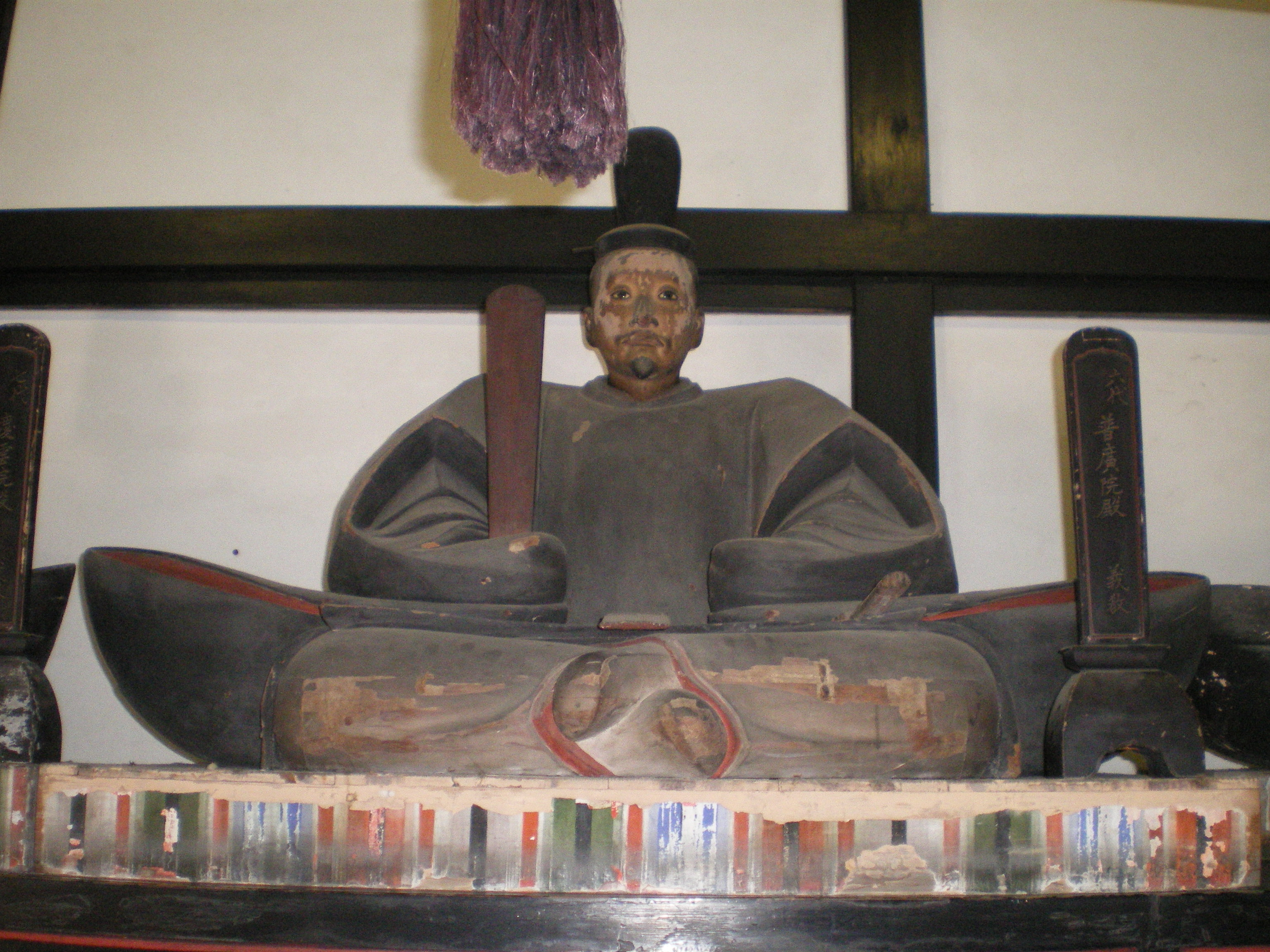
도지인(等持院)에 소장되어 있는 아시카가 요시노리의 목상

아시카가 요시노리는 과격한 성격의 소유자였다. 사소한 일에 대해서도 엄혹한 처단을 행했는데, 주로 다음과 같은 예가 있다.
- 에이쿄 2년, 히가시보죠 마스나가(東坊城益長)가 의식 도중에 무심코 웃는 얼굴을 보였는데, 쇼군 요시노리는 「지금 쇼군을 비웃은 거냐」라며 격노했고, 마스나가의 영지를 몰수하고 나아가 그에게 칩거를 명했다.
- 에이쿄 4년, 이치조 가네요시(一条兼良)의 저택에서 투계(闘鶏)가 벌어져 많은 사람들이 이를 구경하러 왔다. 이 바람에 요시노리의 행차가 길을 지나갈 수가 없게 되자, 격노한 요시노리는 투계를 아예 금지시키고 교토 안의 모든 니와토리(ニワトリ, 투계용 닭)를 교토 바깥으로 추방해 버렸다.
- 쇼군 요시노리는 측실인 히노 시게코(日野重子)의 오빠 히노 요시스케(日野義資)에게 세이렌인 몬제키 시절부터 원한이 있었는데, 쇼군으로 취임하자 요시스케의 영지를 몰수하고 그를 근신시켰다. 에이쿄 6년 2월에 시게코가 요시노리의 적자(嫡子, 훗날의 아시카가 요시카쓰)를 낳자, 그 큰외삼촌 되는 요시스케에게도 축하하는 손님들이 찾아왔다. 이를 불쾌해한 요시노리는 요시스케를 찾아간 사람들 전원을 처벌했다. 나아가 6월 8일 요시스케가 누군가에게 참살을 당해서 그 목이 도난당했다. 범인이 누구인지 밝혀지지 않았으나, 요시노리가 배후라는 소문이 나돌았다. 이 소문을 퍼뜨린 산기(参議) ・ 다카쿠라 나가후지(高倉永藤)는 유황도(硫黄島)로 유배되었다.
- 히에이 산(比叡山)의 근본중당(根本中堂) 화재에 관한 소문을 퍼뜨리는 것을 엄히 금하였으며, 이 금령을 범한 상인을 참수했다.
- 술 따르는 것이 서툴다는 이유로 시녀 쇼나곤노 쓰보네(少納言局)를 마구 때려서 머리를 깎이고 비구니가 되게 했다.[주 1]
- 설교를 행하려 한 니치렌종(日蓮宗)의 승려 닛칸(日親)을 잡아다 펄펄 끓는 냄비에 머리부터 처박고 두 번 다시 입을 놀리지 못하게 혀를 잘라 버렸다.
- 사루가쿠(猿楽)에 있어서는 간아미(音阿弥)를 중용하는 한편으로 제아미(世阿弥)를 냉대해 사도(佐渡)로 유배했다.

이밖에도 「헌상된 매화 가지를 부러뜨렸다」, 「요리가 변변찮다」 같은 이유로 정원 관리인과 요리사를 처벌했다거나, 하는 것이 『만사이슌코닛키』(満済准后日記), 『간몬닛키』(看聞日記), 『삿케이키』(薩戒記) 등 당시 기록에 꽤 많이 보인다.
에이쿄 6년(1434년) 6월, 나카야마 사다치카(中山定親)는 자신의 일기 『삿케이키』에서 요시노리에게 처벌된 인간을 세어 그 수효를 써 두었는데, 구교(公卿)가 59명, 신관(神官)이 3명, 승려는 11명, 뇨보(女房, 시녀)가 7명이 처벌되었다고 한다. 그 중에는 日野西資子라는 스코 천황(称光天皇)의 생모도 있었으며, 왕족이나 간파쿠 등도 포함되어 있었다. 일본의 사학자 사이키 가즈마(斎木一馬)는 전체 통치 기간에는 그 두 배가 넘는 자가 처벌되었을 것이라고 보고 있다. 한편 사다치카가 집계해 둔 이 수효에는 무사나 서민은 포함되어 있지 않아서, 그 점을 감안하면 총수는 그보다 훨씬 상회할 것으로 보인다.
이러한 사적들은 쇼군 요시노리가 폭군으로써 공포정치를 지향하였다는 것이나, 가학성을 가지고 있었음을 보여주는 일화로 전해지고 있다. 왕족 후시미노미야 사다나리 친왕(伏見宮貞成親王)은 자신의 일기 『간몬닛키』 에이쿄 7년 2월 8일조에 요시노리의 명으로 상인 참수된 사건을 다루면서 「만인이 두려워 떨고 있도다. 말을 삼가라. 말을 삼가라.」(万人恐怖、言フ莫レ、言フ莫レ)라고 써서 남겼다. 「만인이 두려워 떨고 있도다」(万人恐怖)라는 이 네 글자는 일본에서 쇼군 요시노리의 시대를 상징하는 함축된 표어로 널리 쓰이고 있다.

### 운고지 대불 재건
아시카가 요시노리는 교토의 운고지(雲居寺) 대불의 재건에도 착수한다. 운고지 대불은 높이 약 12미터의 대불이었는데 에이쿄(永享) 8년(1436년) 11월 29일에 히가시야마 지역에서 발생한 대화재로 소실되었다. 『東寺長者補任』에 따르면 화재 당일 밤에 기요미즈자카(清水坂)에서 불길이 올랐고 「八坂塔、雲居寺同極楽堂、金堂、双林寺」 등이 소실되었다고 한다. 이에 당시의 쇼군 요시노리는 자신의 肝いり의 정책으로써 목조로 대불을 재건할 것을 명했고 같은 높이로 재건되었다(소실된 초대 대불의 구조는 알 수 없다).
운고지 재건과 관련한 기록으로 『蔭涼軒日録』에 따르면 에이쿄 11년(1439년) 6월에 교토 다카쓰지 오미야 불사(京都高辻大宮仏師)와 도호 불사(東方仏師)가 공동으로 조상을 개시했다. 일본의 역사학자 엔도 히로아키(遠藤廣昭)는 「京都高辻大宮仏師」란 해당 지역에 거점을 두고 있었던 데서 院派 불사이고 「도호 불사」는 여러 사료의 분석으로 보아 나라 불사(奈良仏師)라고 하였다. 대불은 이듬해인 에이쿄 12년(1440년) 완성되었으나 쇼군 요시노리는 완성된 불상을 마음에 들어하지 않았고, 결국 다시 불상을 제작하게 되었다. 『蔭涼軒日録』 그 해 4월 11일조에 「雲孤寺御成、本尊御拝見、不相応之由被命仏師」라고 하였고, 5월 12일조에 「雲孤寺本尊不如先規故」라고 하여 요시노리는 새로 완성된 불상이 「先規」와 다르다고 하여 새로 만들도록 명했다는 것이다. 그 뒤 선승 슈분(周文)과 다른 나라 불사가 다시금 불상 제작을 맡아 에이쿄 12년 6월부터 조상을 시작해 11월에 완성했다고 한다. 쇼군 요시노리에 의해 불합격된 불상은 파각되지 않고 기온샤(祇園社, 야사카 신사) 남쪽의 百度大路에 당을 지어서 그곳에 모셨다고 한다. 『蔭涼軒日録』 같은 해 7월 28일조에 대불의 광배와 광배의 불상 제작이 교토의 여러 불사들에게 그 작업을 할당시킨다는 취지의 기록이 보이며 10월 15일조 「雲孤寺脇尊二本、柱前如旧可安之由被仰出」라고 하여 새로 조상된 협시불보살 두 구를 소실 전과 같이 안치하라고 요시노리가 명한다(이 기록에서 운고지 대불은 초대 ・ 2대 모두 아미타여래(대불) 한 구와 협시 두 구의 삼존불 형식이었음을 알 수 있다). 새로 조상된 불상으로는 협시불보살상 외에도 인왕상이나 일본에서는 보기 드문 열반상도 조상되었음을 『蔭涼軒日録』에서 확인할 수 있다. 『蔭涼軒日録』 가키쓰(嘉吉) 원년(1441년) 6월 14일조에는 운고지 재건이 완료되고 요시노리에게도 피로되었다. 운고지는 「雲孤寺と申すは奈良半仏尊の像、雲を穿つ大伽藍」라 불린 장대한 규모였지만 20년쯤 뒤에 발생한 오닌의 난으로 소실되었다. 또한 쇼군 요시노리는 호칸지(法観寺) 「八坂の塔」 재건도 행했다.

## 요시노리의헨기(偏諱)를 받은 사람
- 아카마쓰 노리야스(赤松教康)
- 잇시키 노리치카(一色教親)
- 오우치 노리히로(大内教弘)
- 오우치 노리유키(大内教幸)
- 고노에 노리모토(近衛教基)
- 쇼니 노리요리(少弐教頼)
- 호소카와 노리하루(細川教春)
- 야마나 노리키요(山名教清)
- 야마나 노리토요(山名教豊)
- 야마나 노리유키(山名教之)
- 기타바타케 노리후사(北畠教具)
- 이마데가와 노리스에(今出川教季, 기쿠테이 노리스에)

## 같이 보기
- 세는나이

### 내용주
1. ↑  여기서 「비구니가 되게 했다」는 것은 단순히 머리를 깎이게 했다는 의미고 정말 출가해서 승려가 되었다는 의미로 해석되지는 않는다. 남자가 머리를 박박 깎은 것을 「중대가리」라고 얕잡아 부르는 것과 같은 의미이다.